# Luise Büchner

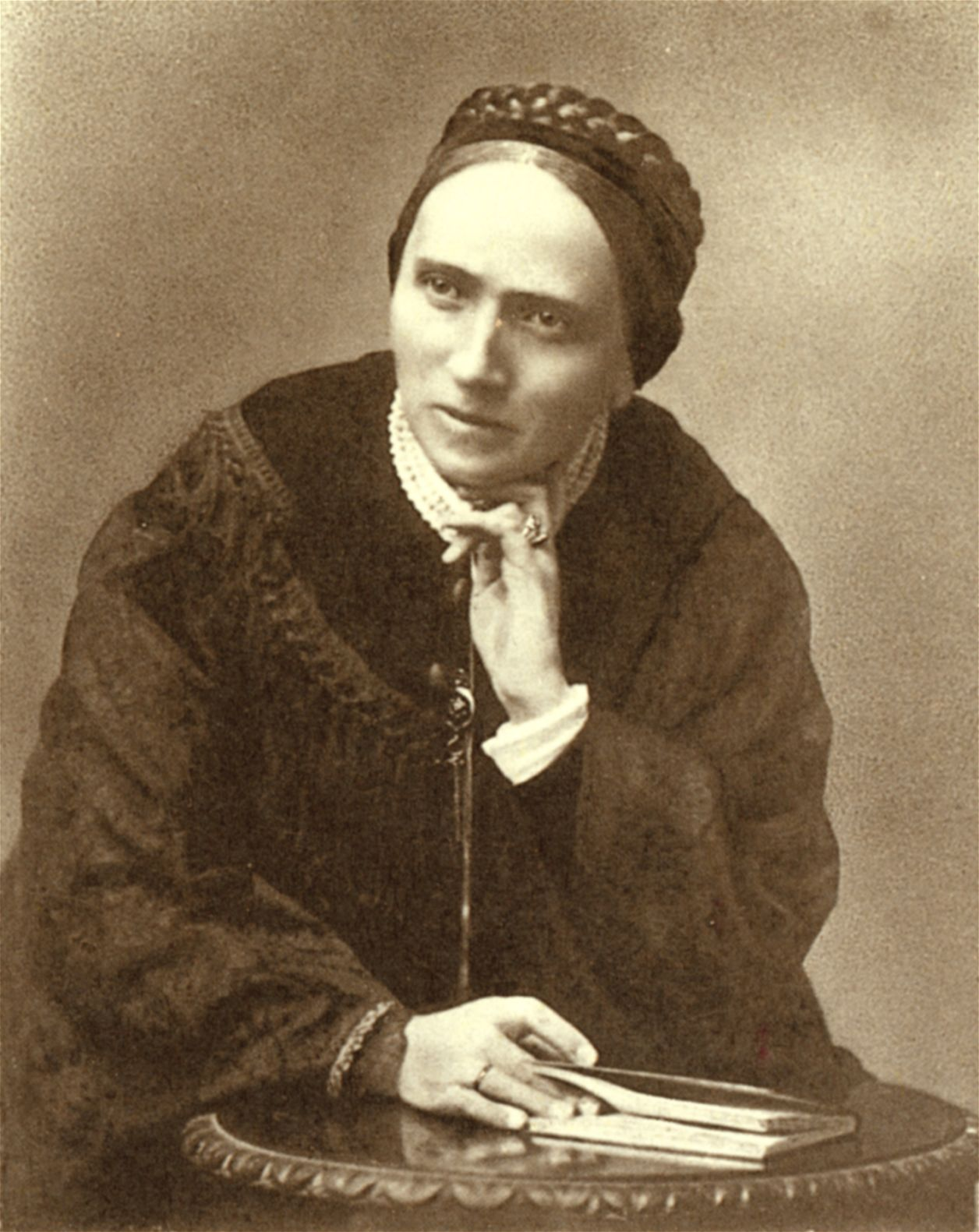
Luise Büchner um 1870

Luise Büchner (* 12. Juni 1821 in Darmstadt; † 28. November 1877 ebenda) war eine deutsche Frauenrechtlerin und Schriftstellerin.

## Leben

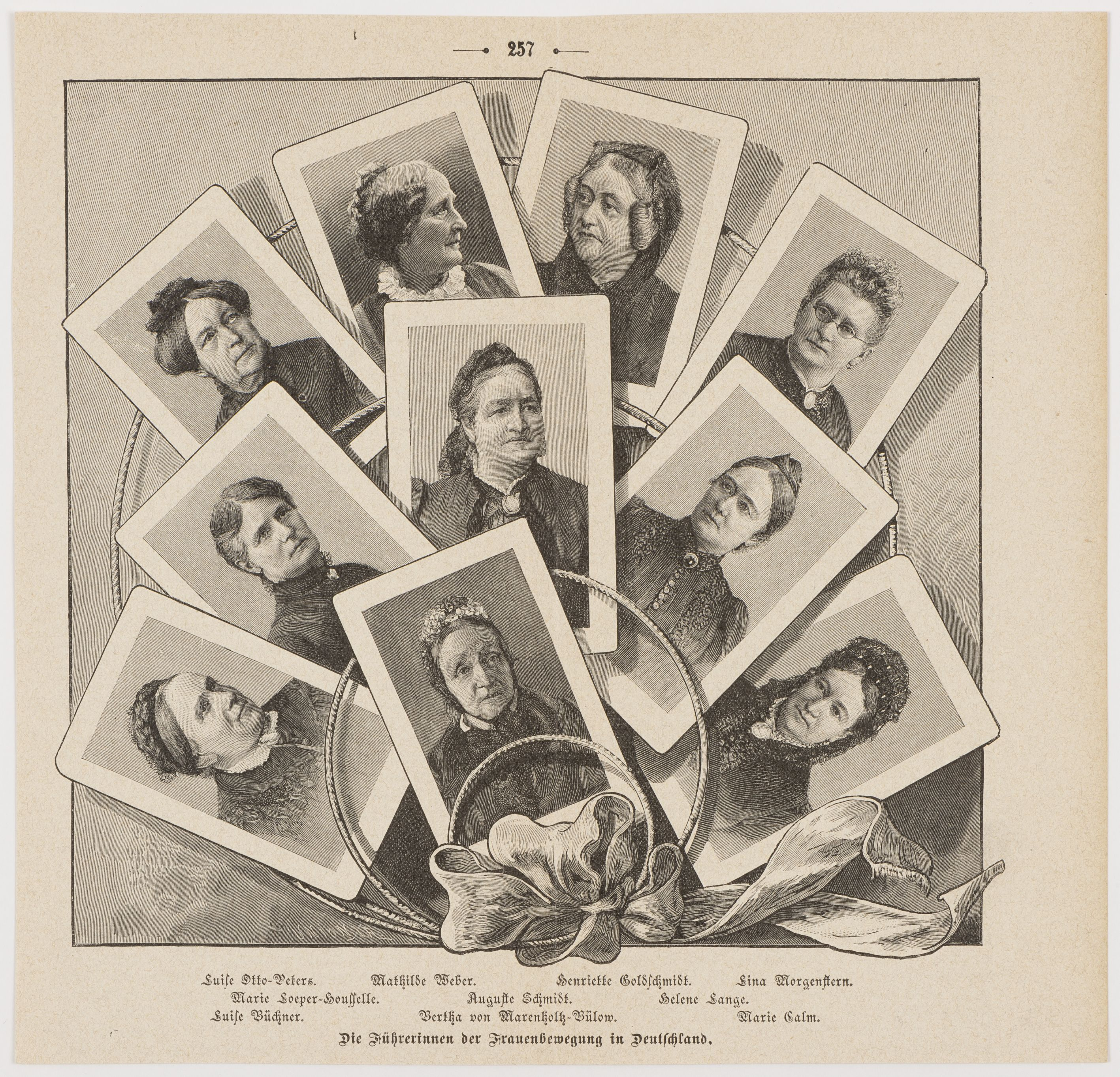
„Die Führerinnen der Frauenbewegung in Deutschland“,
Illustration aus Die Gartenlaube, 1894, Luise Büchner unterste Reihe links

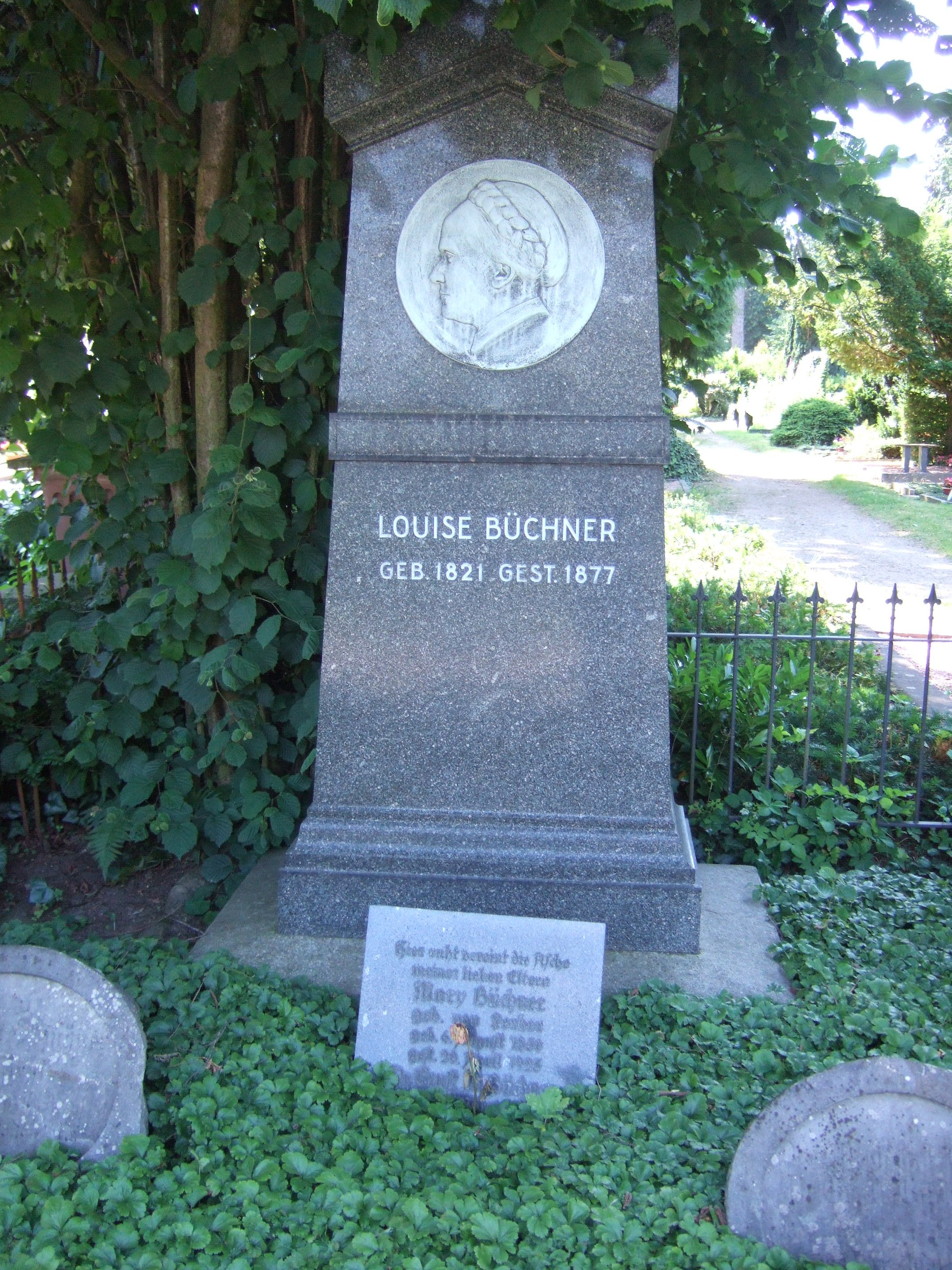
Grab von Luise Büchner auf dem Alten Friedhof in Darmstadt

Luise Büchner war die Tochter des Chirurgen Ernst Büchner und seiner Ehefrau Caroline Büchner, geborene Reuß. Fünf ihrer Geschwister erreichten das Erwachsenenalter, darunter Georg Büchner, Wilhelm Büchner, Ludwig Büchner und Alexander Büchner. Durch einen Unfall im Kindesalter zog sich Luise Büchner eine Rückenverkrümmung zu, die sie zeitlebens behinderte. Autodidaktisch eignete sie sich ein umfangreiches Wissen vor allem in Literatur, Mythologie, Geschichte und Fremdsprachen an. Nach dem Tod der Eltern lebte sie zusammen mit ihrer ebenfalls ledigen Schwester Mathilde (1815–1888) im eigenen Haushalt, im selben Haus wie ihr Bruder, der Arzt Ludwig Büchner.
1855 erschien anonym ihr meistzitiertes Werk Die Frauen und ihr Beruf, in dem sie sich für bessere Mädchenbildung einsetzte. Schon 1856 erschien eine erweiterte zweite Auflage, in der ihr Name als Verfasserin genannt wurde. Ihre späteren Überarbeitungen spiegeln ihre Erfahrungen in der Frauenbewegung wider. Sie verfasste Romane, Reisebeschreibungen und Gedichte, zusammen mit ihrem Bruder Alexander gab sie eine umfangreiche Gedichtsammlung heraus. Ihre unvollendete Erzählung Ein Dichter (erst posthum erschienen) gilt als wichtiges Zeugnis über Georg Büchners Schulzeit im Darmstädter Elternhaus.
Seit Ende 1866 gehörte Luise Büchner zu den engsten Mitarbeiterinnen von Großherzogin Alice von Hessen und bei Rhein. Daraus entstanden ab 1867 mehrere Frauenvereine im Großherzogtum Hessen-Darmstadt. Der Alice-Frauenverein für Krankenpflege machte es sich zur Aufgabe, junge Frauen zur Krankenschwester ohne konfessionelle Bindung auszubilden. Ziel dieses Vereins war es, die bisher nur karitativ ausgeübte Pflege von Kranken und Verwundeten zum bezahlten Frauenberuf zu machen. Daraus ging das Alice-Hospital Darmstadt hervor. Der Verein für Förderung weiblicher Industrie (ab 1872 Alice-Verein für Frauenbildung und -Erwerb) betrieb neben einer Verkaufsstelle für Heimarbeiterinnen (Alice-Basar) die Alice-Schule, eine Berufsfachschule für Mädchen (heute Alice-Eleonoren-Schule). Daneben entstand unter der Leitung von Luise Büchner eine Art Volkshochschule für Frauen, das sogenannte Alice-Lyceum.
In den 1870er Jahren vertrat Luise Büchner die Alice-Frauenvereine auf überregionalen Konferenzen und berichtete in der Presse regelmäßig über ihre Arbeit. Die erste Generalversammlung der Frauenbildungs- und Erwerbsvereine fand im Oktober 1872 auf Einladung von Prinzessin Alice und Luise Büchner in Darmstadt statt. Anlässlich einer Konferenz des preußischen Kultusministeriums wurde Büchner 1873 als erste Frau gebeten, zu den Unterrichts- und Erziehungsfragen in der Mädchenschulbildung eine Stellungnahme vorzulegen.
Luise Büchner verstarb in Darmstadt und wurde auf dem dortigen Alten Friedhof beigesetzt (Grabstelle: I A 16). Sie gilt heute neben Luise Otto oder Fanny Lewald als eine der bahnbrechenden Frauen der Frauenbewegung des 19. Jahrhunderts.

## Ehrungen
Nach Büchner ist die Luise-Büchner-Bibliothek im Darmstädter Literaturhaus benannt. Es handelt sich um eine Spezialbibliothek für Frauengeschichte und Geschichte der Frauenbewegung und wurde Anfang der 1970er Jahre vom Deutschen Frauenring in Darmstadt gegründet. Die Bibliothek wird von der 2010 gegründeten Luise-Büchner-Gesellschaft e. V. unterstützt. Die Gesellschaft vergibt in der Tradition des kritischen Journalismus den Luise-Büchner-Preis für Publizistik.

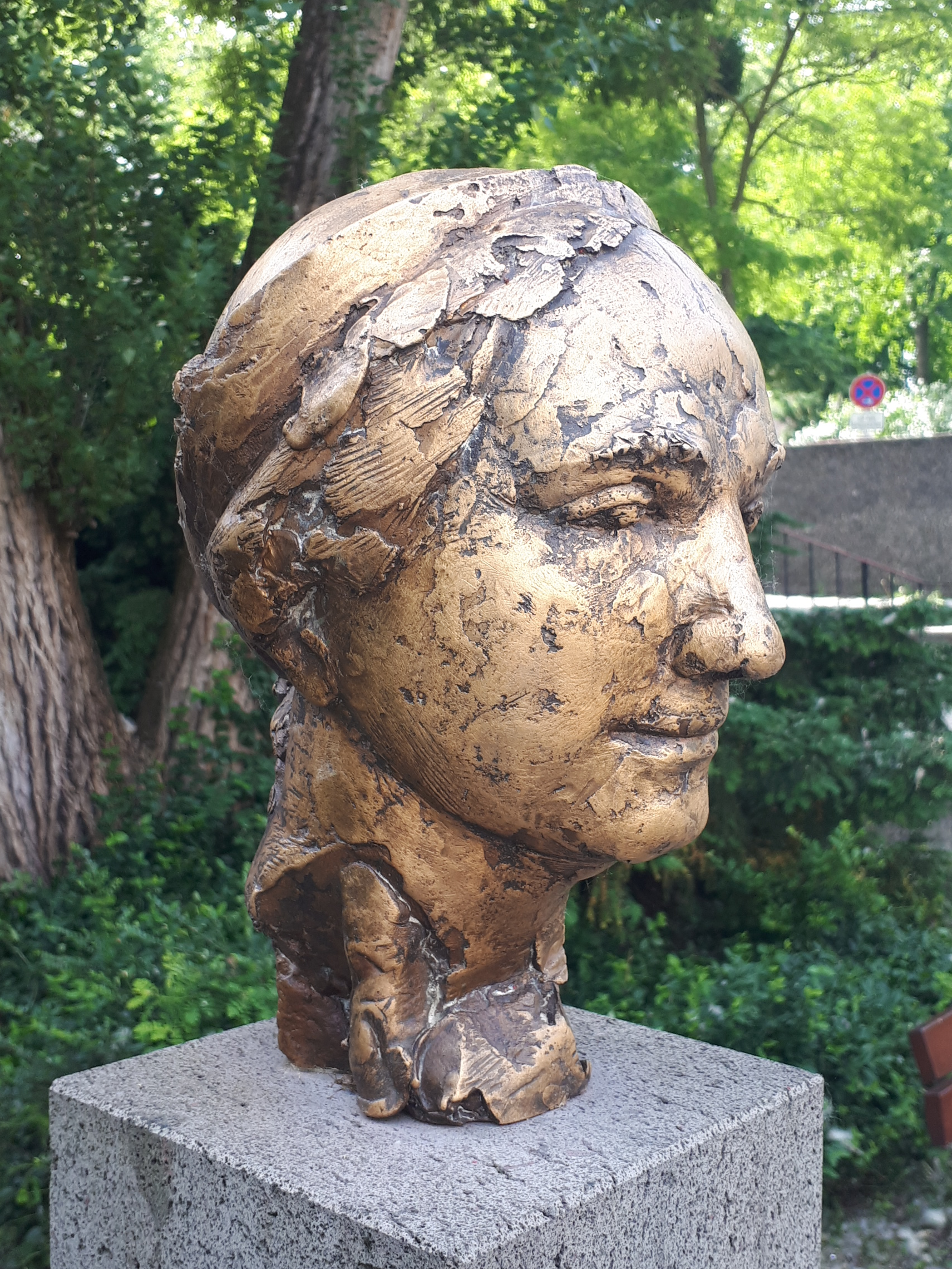
Bronzedenkmal „Luise Büchner“ in der Darmstädter Döngesborngasse, geschaffen von Bärbel Dieckmann, fotografiert am 200. Geburtstag von Luise Büchner

Seit Juni 2017 erinnert ein von Bärbel Dieckmann geschaffenes Bronzedenkmal in der Darmstädter Döngesborngasse an Luise Büchner. Im April 2020 wurde der Bronzekopf gestohlen. Im November 2020 wurde der Bronzekopf ersetzt.
Des Weiteren wurde der Bildungscampus Luise Büchner in der Lincoln-Siedlung in Darmstadt nach ihr benannt.

## Werke
- Die Frauen und ihr Beruf: Ein Buch der weiblichen Erziehung. In zusammenhängenden Aufsätzen niedergeschrieben von Frauenhand. (Meidinger), Frankfurt 1855 (anonym). Weitere Auflagen mit Autorinname: 1856, 1860, 1872 (überarb. und erw.), 1884 (posthum). (Digitalisat der 5. Auflage)
- Dichterstimmen aus Heimath und Fremde. Für Frauen und Jungfrauen ausgewählt. (G. Grote’sche Buchhandlung), Hamm 1859.
- Aus dem Leben. Erzählungen aus Heimath und Fremde. (Thomas), Leipzig 1861. (Digitalisat).
  - Aus dem Leben. Erzählungen aus Heimath und Fremde. (Hamouda), Leipzig 2007, ISBN 978-3-940075-05-5.
- Frauenherz. Gedichte. Berlin (Hirsch) 1862.
  - Neuausgabe: Frauenherz. Edition Books on Demand, Literaturagentur Lange, Norderstedt 2009. ISBN 978-3-8391-4384-1, lila-web.de
- Das Schloß zu Wimmis. Roman. (Thomas), Leipzig 1864
- Weihnachtsmärchen. (Flemming), Glogau 1868. Weitere Auflagen: 1882, 1927
- Der Weg zur höheren Berufsbildung für Frauen. In: Die Frau. Hinterlassene Aufsätze, Abhandlungen und Berichte zur Frauenfrage. Halle 1878, Sn. 285–301.
- Weihnachtsmärchen aus Darmstadt und dem Odenwald. Hrsg. von Hans-Dietrich Megede. (zur Megede), Darmstadt 1980.
  - Weihnachtsmärchen. Neuausgabe: Leipzig 2006, ISBN 978-3-938824-13-9.
- Praktische Versuche zur Lösung der Frauenfrage. 1870
- Ueber weibliche Berufsarten. Was sollen wir werden? Darmstadt: Kähler 1872.
- Ein Dichter. Novellenfragment. Mit Georg Büchners Kato-Rede, Anmerkungen und Nachwort, Hrsg. Anton Büchner. (Justus-Liebig Verlag), Darmstadt 1965.
- Gebildet, ohne gelehrt zu sein: Essays, Berichte und Briefe, hrsg. von Margarethe Dierks. (Justus-von-Liebig-Verlag), Darmstadt 1991.
- „Feder und Wort sind Euch gegeben, so gut wie dem Manne!“: Studien und Briefe zu Luise Büchners Leben und Werk Hrsg. von Elke Hausberg und Agnes Schmidt. (Justus-von-Liebig-Verlag), Darmstadt 2004.

## Theater
- Peter Schanz: Luise & Mathilde. Ein Kammer-Spiel um Georg Büchners Schwestern (uraufgeführt 2012 am Staatstheater Darmstadt).